# Röstspringa

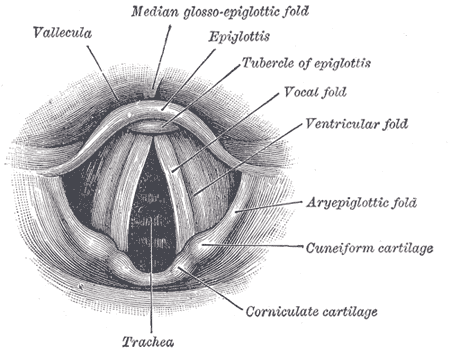
Röstspringan, mellan stämbanden (här markerade som 'vocal fold').

Röstspringan (rima glottidis) är det mellanrum mellan stämläpparna som spelar en mycket stor roll vid fonation. Hos män är röstspringan typiskt 2 cm, hos kvinnor 1,5 cm och hos nyfödda barn 5 mm lång. Röstspringan tillsammans med stämläpparna kallas glottis.
Glottisstängning händer med hjälp av:  
Kannbrosk-kannbrosk-muskeln (interarytenoid-muskel) stänger broskdelen av glottis genom att dra kannbrosken mot varandra. Det närmar kannbroskens bakre delar och vocalisutskotten kommer varandra närmre. Då förs stämläpparnas membrandelar närmre ihop. Laterala ringbrosk-kannbrosk-muskeln (laterala cricoarytenoid-muskeln) stänger membrandelen. Laterala delen av sköldbrosk-kannbrosk-muskeln (laterala delen av thyroarytenoid-muskeln) sluter främst membrandelen genom att föra stämläpparna emot varandra i hela deras längd. 
Glottisöppning händer med hjälp av:  
Bakre ringbrosk-kannbrosk-muskeln (posteriora crocparytenoid-muskeln), som vrider kannbrosken så att vocalisutskotten förs utåt från mittlinjen och dessutom samtidigt uppåt. 